# Ringer-Europameisterschaften 1966
Die Ringer-Europameisterschaften 1966 fanden in Essen (griechisch-römischer Stil) und in Karlsruhe (Freistil) statt. Es waren die ersten Europameisterschaften nach einer 15-jährigen Unterbrechung, da seit 1949 keine Europameisterschaften im Ringen ausgetragen worden waren.
Zudem wurden zum ersten Mal seit 1937 wieder in beiden Stilarten Europameisterschaften ausgetragen.

## Griechisch-römisch

### Ergebnisse
| Klasse | Gold                | Silber           | Bronze               |
| ------ | ------------------- | ---------------- | -------------------- |
| -52 kg | Wladimir Bakulin    | Boško Marinko    | Maurice Mewis        |
| -57 kg | Fritz Stange        | Armais Sajadow   | Ion Baciu            |
| -63 kg | Serschik Agamow     | Leif Freij       | Simion Popescu       |
| -70 kg | Klaus Pohl          | Antal Steer      | Branislav Martinović |
| -78 kg | Wladislaw Iwlew     | Matti Laakso     | Ali Kazan            |
| -87 kg | Tevfik Kış          | Anatoli Kirow    | Stig Persson         |
| -97 kg | Nicolae Martinescu  | Alexei Karmatski | Per Svensson         |
| +97 kg | Anatoli Roschtschin | István Kozma     | Petr Kment           |

### Medaillenspiegel (griechisch-römisch)
| Rang | Land                            | Gold | Silber | Bronze |
| ---- | ------------------------------- | ---- | ------ | ------ |
| 1    | Sowjetunion                     | 4    | 3      | 0      |
| 2    | Rumänien                        | 1    | 0      | 2      |
| 3    | Türkei                          | 1    | 0      | 1      |
| 4    | Deutsche Demokratische Republik | 1    | 0      | 0      |
|      | BR Deutschland                  | 1    | 0      | 0      |

## Freistil

### Ergebnisse
| Klasse | Gold                | Silber                   | Bronze             |
| ------ | ------------------- | ------------------------ | ------------------ |
| -52 kg | Mehmet Esenceli     | Paul Neff                | Leslaw Kropp       |
| -57 kg | Aydın İbrahimov     | Jancho Patrikow          | Hasan Sevinc       |
| -63 kg | Elkan Tedejew       | Enju Todorow             | Nihat Kabanli      |
| -70 kg | Sarbeg Beriaschwili | Seyit Ahmet Ağralı       | Stojan Bimbalow    |
| -78 kg | Juri Schachmuradow  | Mahmut Atalay            | Turan Aladschikow  |
| -87 kg | Hasan Güngör        | Josef Urban              | Andrei Tschowrebow |
| -97 kg | Schota Lomidse      | Ahmet Ayık               | József Csatári     |
| +97 kg | Alexander Medwed    | Ljutwi Dschiber Achmedow | Gıyasettin Yılmaz  |

### Medaillenspiegel (Freistil)
| Rang | Land             | Gold | Silber | Bronze |
| ---- | ---------------- | ---- | ------ | ------ |
| 1    | Sowjetunion      | 6    | 0      | 1      |
| 2    | Türkei           | 2    | 3      | 3      |
| 3    | Bulgarien        | 0    | 2      | 2      |
| 4    | BR Deutschland   | 0    | 1      | 0      |
|      | Schweden         | 0    | 1      | 0      |
|      | Tschechoslowakei | 0    | 1      | 0      |